# Hans Frenzel der Reiche
Hans Frenzel der Reiche (auch Johann Frenzel; geboren als Hans Morgensohn; * 1463 in Görlitz; † 16. September 1526 ebenda) war ein Bauherr, Grundbesitzer, Biereigner, Kaufmann und außerdem einer der angesehensten und einflussreichsten Männer von Görlitz. Anfang des 16. Jahrhunderts ließ er die Annenkapelle errichten und finanzierte den Bau bzw. die Renovierung von zwei weiteren sakralen Bauten. Wegen seines beachtlichen Reichtums erhielt er den Beinamen „Der Reiche“. Sein Sohn Joachim wurde 1544 geadelt.

## Leben und Wirken

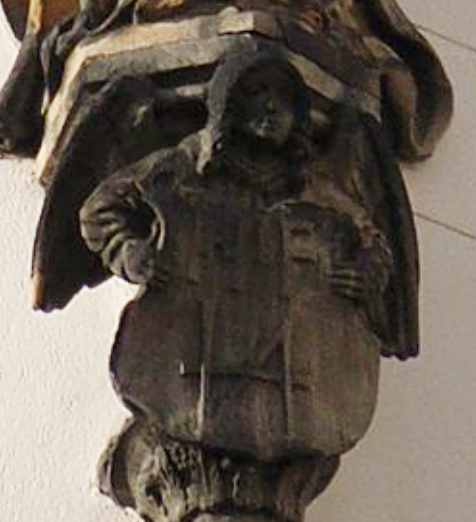
Hausmarke mit Initialen Hans Frenzels auf einem Schild in den Händen eines Engels unter der Sandsteinfigur Anna Selbdritt an der Görlitzer Annenkapelle

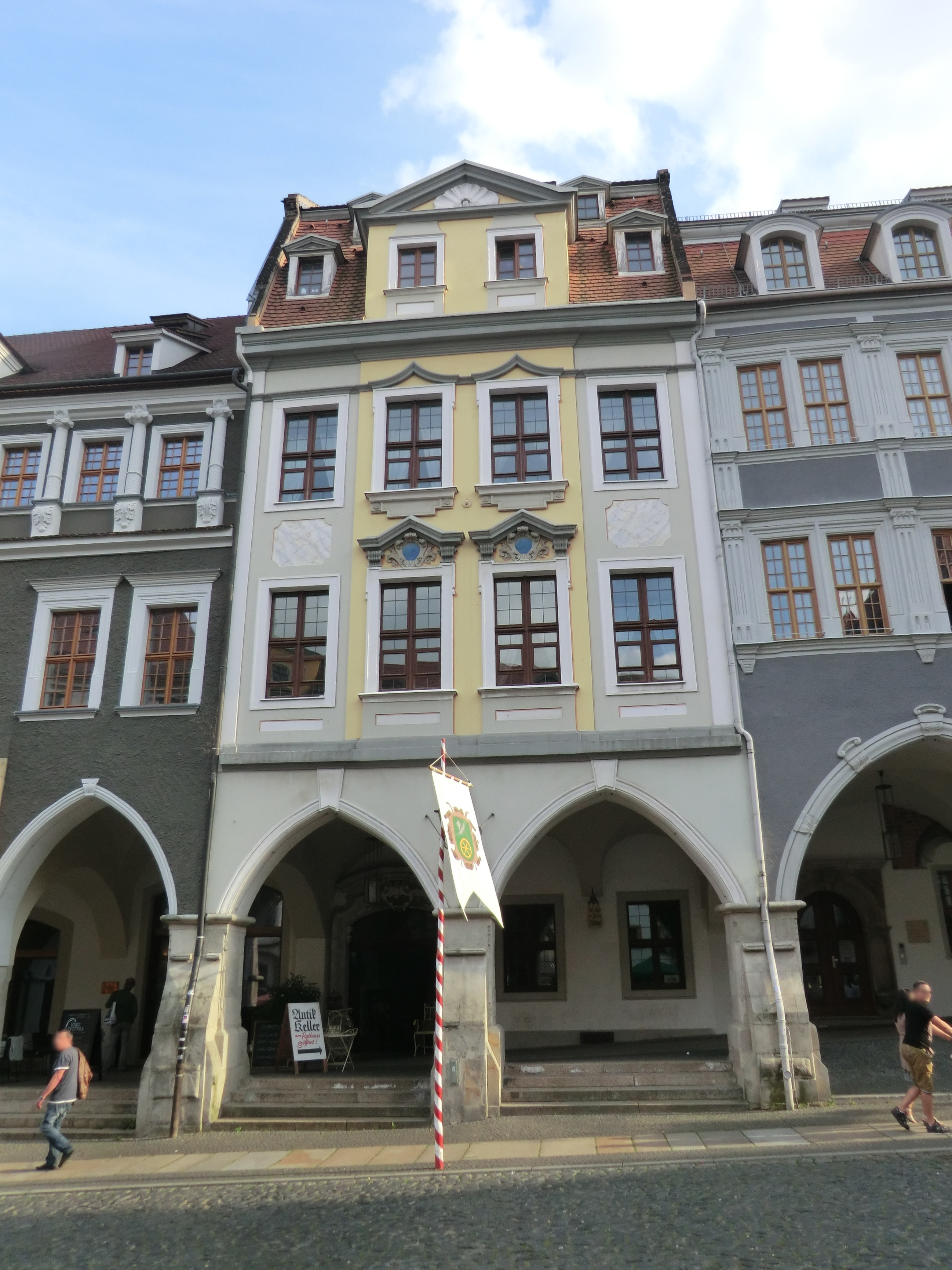
Untermarkt 3, damalige Wohnung Hans Frenzels

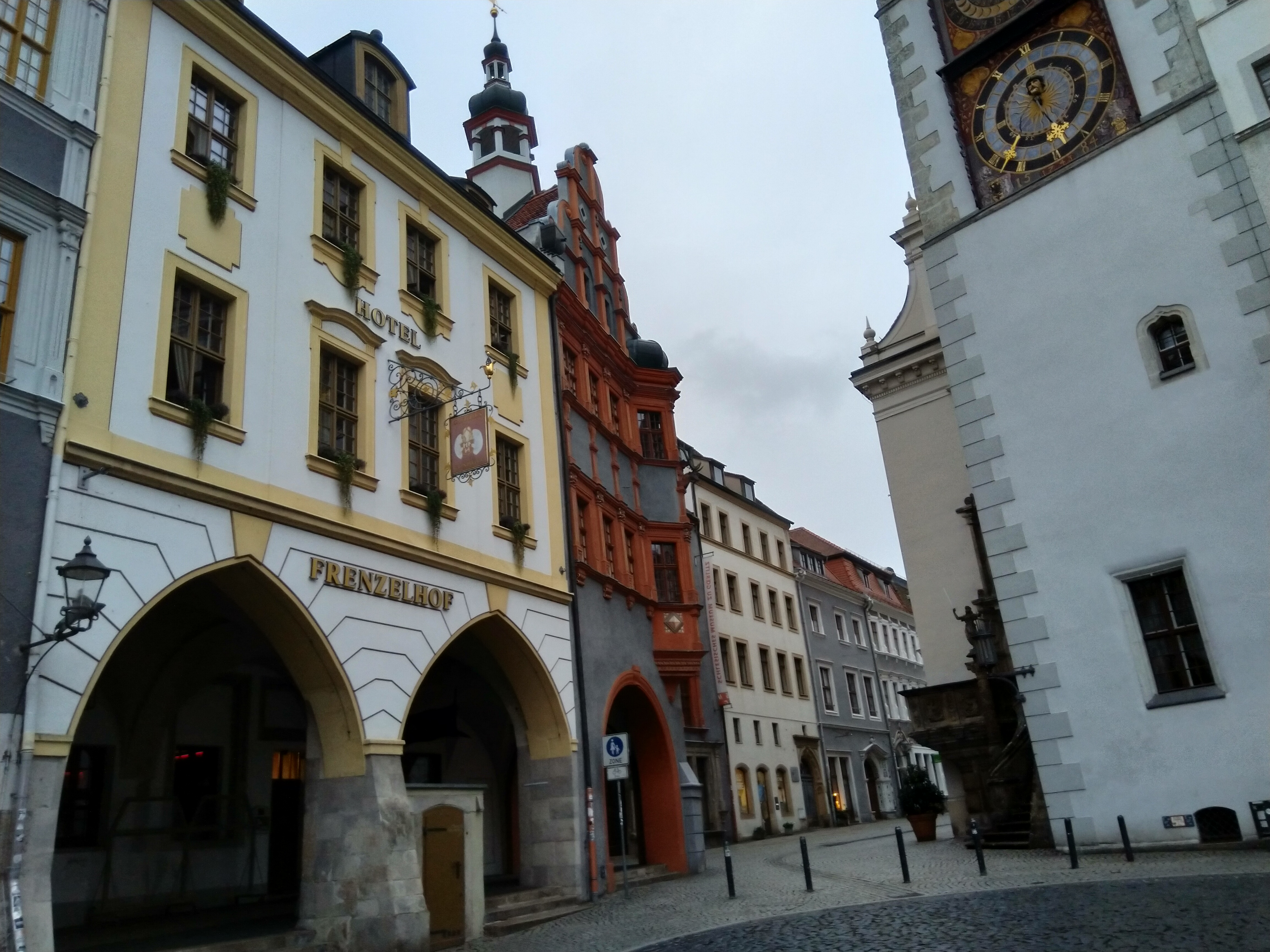
Einstiger Brauhof am Untermarkt 5, heute Hotel Frenzelhof, rechts die Treppe zum alten Rathaus

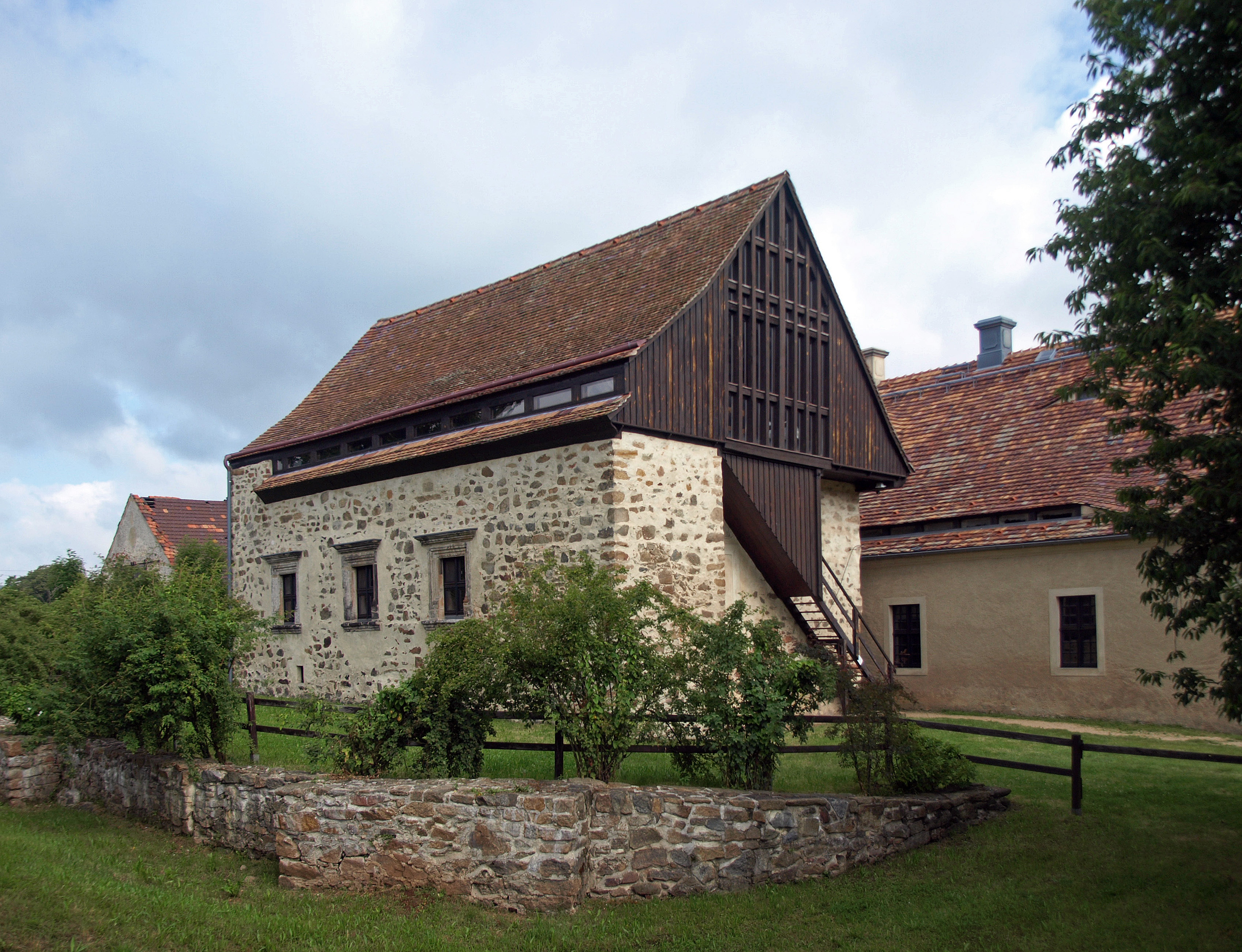
Steinstock, Landsitz Hans Frenzels

Hans Frenzel entstammte der ursprünglich aus Zittau stammenden Familie Morgensohn. Der Familienname Frenzel entstammt seiner Autobiographie und ist auf den Rufnamen Fränzels Hans der Nachkommen des Franz Morgensohn begründet. Hans Frenzel war der Sohn des Weißgerbers Hans Frenzel und hatte drei Schwestern. Sein Vater stammte aus Zittau und war der erste seiner Familie, der das Görlitzer Bürgerrecht empfing, woraufhin er auch den Textilhandel erlernte.

„Mein Vater hat mich alhie laßen in die Schule gehen da ich 7 Jhar alt gewest bis ich ins 11. Jhar bin kommenn, ich hatte gar ebel [veraltet: Hinfälligkeit, Nichtigkeit, etc.; Vgl. Abel] gelernet oder gar nichst. Da hatt er mich im 11. Jhar gen Posen gethan, daczu war ich gar wiellig unndt frölich gewest. Da war ich 2 Jhar bein Jorge Kolern, ein Scheppenschreiber. Der hatte sein Sohn Hans Kolern vor mich bey meinem Vater. Da ging ich zu Posen 1½ Jhar in die Schule das ich Polnisch lernte, sonst kan ich in der Schule gar nichtst lernen.“

Frenzel wuchs in Görlitz auf, besuchte die städtische Schule und wurde 1474 mit elf Jahren von seinem Vater nach Posen geschickt. Dort besuchte er zwei Jahre eine Schule, erwarb kaufmännische Grundkenntnisse und lernte Polnisch. Auf den polnischen Märkten, wo Görlitzer Waren, vor allem Tuch, abgesetzt wurden, erlernte Frenzel den Tuchhandel. Nach Frenzels eigenen Angaben lernte er auf diesen Schulen nichts bedeutendes außer Polnisch, was ihm natürlich für seine kaufmännische Lehre zugutekam. Zu Palmarum 1476 ging er in Posen zu Handelsmann Paul Welker in die Lehre und reiste mit ihm zu Märkten in Polen, Preußen und Russland. In Polen lehnte er einen finanziellen Zuschuss seiner Eltern ab, denn „ich hatte, Gott habe Lob, Eßen, Trincken, Schu, Kleidung eine Notturft. Daran ließ ich mir genügen. Warumb hette ich meinen lieben Vater unndt Mutter sollen unnüczlich umbs Geldt bringen oder hette sie sollen betrüben“.
Im Jahre 1484 kehrte er nach Görlitz zurück und führte als Handelsdiener zehn Jahre lang den Handel seines Onkels Peter Frenzel. Dabei reiste er so viel, dass er selten vierzehn Tage in Görlitz war. Als sein Vater 1490 starb, erbte er nicht mehr als 227 Mark. Am Montag und Dienstag vor Michaelis (23. und 24. September) 1493 heiratete er Anna, die einzige Tochter des wohlhabenden Händlers und ehemaligen Ratsherrn Caspar Tilicke. Nikolaus Tilicke (⚭ Hedwig Emmerich) war nach Christian Speer möglicherweise ein Bruder, sicher aber ein Verwandter des Caspar Tilicke, und Teilgrund Frenzels Ehe aufgrund Nikolaus’ Heirat mit der Nichte des Georg Emmerich in die einflussreiche Familie Emmerich.
Frenzel eröffnete 1494 sein eigenes Unternehmen und spätestens 1495 erwarb er, wohl von Marcus Heintze, das spätgotische Hallenhaus Untermarkt 3. Nach dem Tod seines Schwiegervaters im Jahr 1499 erbte Frenzel ein beträchtliches Vermögen an Mobilien und Immobilien, darunter der Brauhof Untermarkt 5, unmittelbar neben dem Schönhof. Er baute das in einem baufälligen Zustand befindliche Haus mit dem Aufwand von mindestens 1000 ungarischen Gulden neu auf. Um das Jahr 1510 ließ er die Bemalungen der Schatzkammer des Hauses fertigstellen, das Gebäude überstand den Stadtbrand im Juni 1525 nahezu unbeschadet.

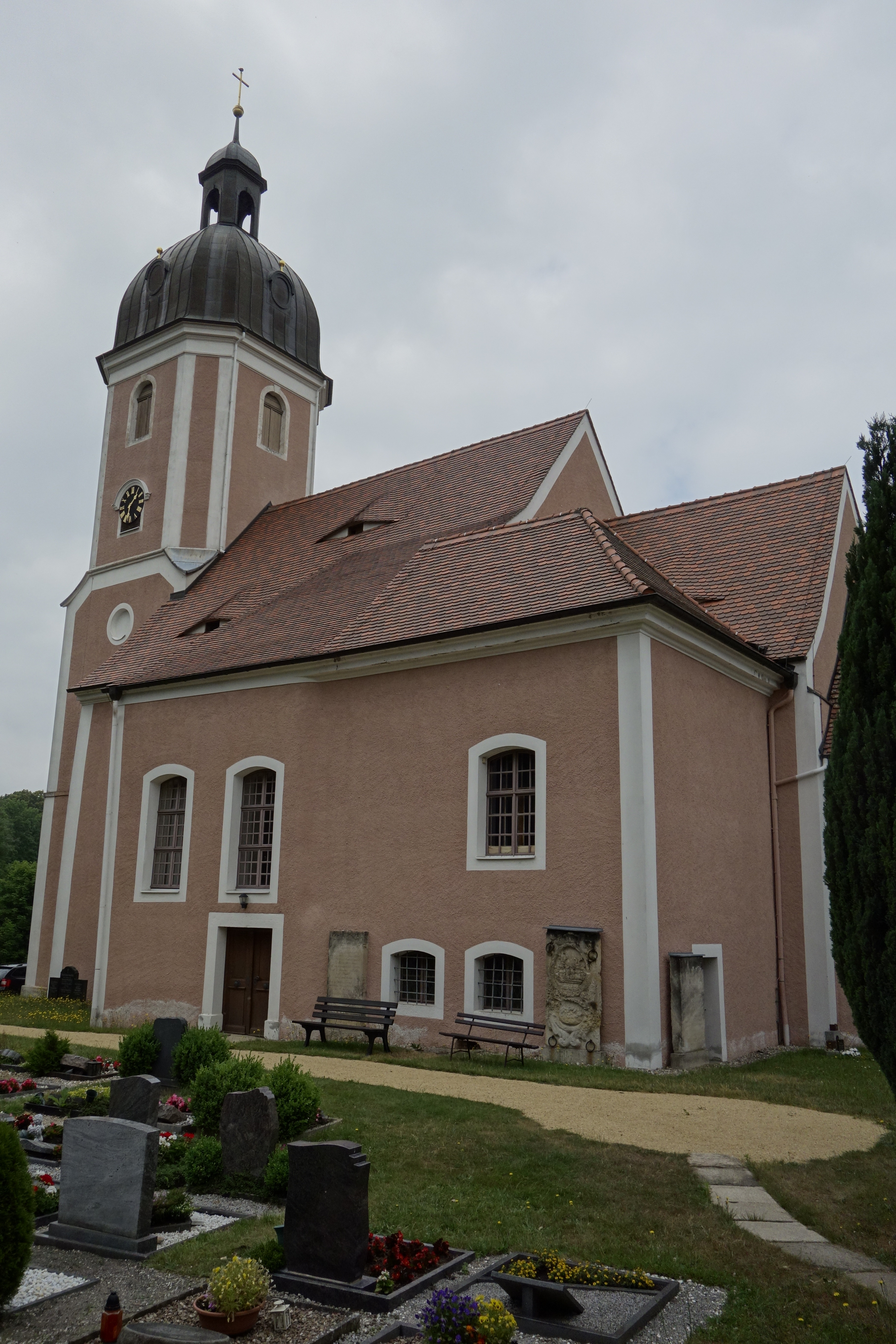
Blick auf den südlichen Anbau der Kirche Königshain

Auch 1510 erweiterte Frenzel die Kirche in Königshain um eine südliche Kapelle, die am 16. März 1512 vom Bischof von Halberstadt (Ernst II. von Sachsen) auf St. Anna geweiht wurde.
Zufolge Peter Wenzel handelte Frenzel hauptsächlich mit Tuch, Waid und Wolle, nach Hermann Knothe auch mit Leder. Er war einer der wichtigsten Kreditgeber der Stadt Görlitz. Sein unvergleichliches Vermögen habe er durch glückliche, kaufmännische Spekulationen erworben und hauptsächlich in Landgüter investiert. Geschäftspartner waren unter anderem Bernhard Berndt aus einer politisch einflussreichen Familie, Hans Kropf aus Breslau und der Erfurter Hans Tunger. Zu seinen Kreditnehmern zählten vergleichsweise reiche Ratsherren der Stadt, Bürgermeister und Privatpersonen.
Frenzel besaß zwei Wohnmöglichkeiten: Auf dem Land in Königshain, das er 1504 erwarb, befindet sich noch heute der Steinstock, ein im Vergleich zum dazugehörigen, später entstandenen Schlossareal (Barockschloss, Renaissanceschloss) eher kleineres Anwesen. Die Angaben für die Datierung seiner Grundmauern variieren vom 10. bis zum Anfang des 13. Jahrhunderts, sein Säulenportal entstand nach älterer Literatur um 1525, nach neuester Literatur erst um 1570. In der Stadt konnte er im 1716 durch eine Barockfassade erweiterten spätgotischen Hallenhaus am Untermarkt 3 wohnen.

### Bau der Annenkapelle

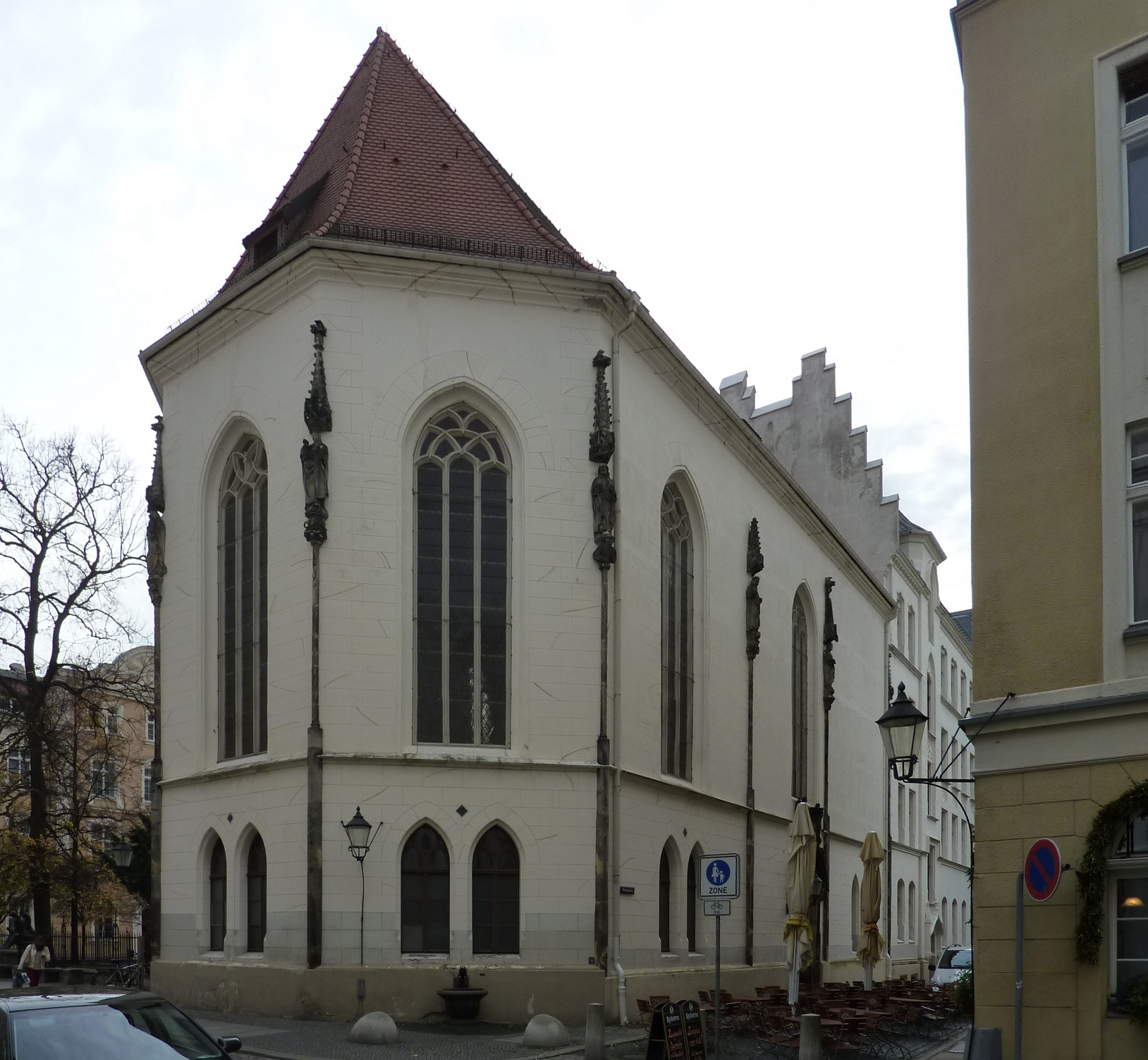
Annenkapelle

Bereits 1505 hatte Frenzel den Rat wiederholt um die Genehmigung für die Annenkapelle gebeten, die er 1508 durch Baumeister Albrecht Stieglitzer errichten ließ. Zumindest einer der Altäre stammte von Hans Olmützer, der 1503 eine „Tafel … St. Annen myt ihrem ganzen Geschlecht“ für Frenzel angefertigt hatte, daher bestand Frenzels Plan für eine Annenkapelle vermutlich schon zu diesem Zeitpunkt.
Stadtbürgern stand es eigentlich gar nicht zu, eine Eigenkirche erbauen. Am 20. Juni 1508 bestimmte er zu einer Zeit, in der gerade die Pest ausgebrochen war, durch ein Testament, dass die Kapelle im Falle seien Todes trotzdem gebaut wird und drei Altäre für die Kapelle vorgesehen seien. Der Initiator Frenzel bezahlte die Kirche zwar größtenteils, zudem flossen Spenden von Görlitzer Bürgern mit ein.
1512 wurde die Kapelle geweiht. Frenzel hatte sich von der von ihm verehrten Heiligen Anna Hilfe für einen Erben und Nachfolger der Familie erbetet, da seine Ehe jahrelang kinderlos geblieben war. Er widmete der Heiligen Anna das Patrozinium der Kapelle. Frenzels Sohn Joachim veräußerte die Kapelle 1531 der Stadt.
Nach dem Bau der Annenkapelle unterstützte Frenzel im Jahr 1515 mit anderen wohlhabenden Bürgern Verbesserungsarbeiten an der Nikolaikirche und steuerte innerhalb zwei Jahren 1500 Mark bei.

### Konkurrenz mit Georg Emerich
Frenzel stand in Konkurrenz zum Kaufmann Georg Emmerich (1422–1507), dort der einzige, der durch seinen Reichtum, ökonomischem Potenzial und der Vielfältigkeit seiner sozialen Kontakte mit Frenzel vergleichbar war. Georg Emmerich, zu seiner Zeit als Görlitzer Bürgermeister (zuletzt 1503) hatte Frenzel noch die Zustimmung zum Bau der Annenkapelle verweigert. Frenzel, der innerhalb weniger Jahre, seit Beginn seiner Handelstätigkeit zum reichsten Görlitzer Bürger aufgestiegen war, übertraf den Handel Emmerichs bei weitem und war wohl der größte Görlitzer Kaufmann der Geschichte.

### Erworbene Dörfer
Im Laufe seines Lebens erwarb Frenzel die Dörfer (oder einen Teil davon) Friedersdorf (1499), Girbigsdorf (1500, teilweise), Königshain (1504), Kunnersdorf (1504), Langenau (1511), Leopoldshain, Liebstein (1524), Lissa (1508), Markersdorf (1504, teilweise), Schützenhain und Zodel. Insgesamt sollen es zwölf gewesen sein.
Seinen Landsitz errichtete er wohl in Königshain. Nach den Angaben Frenzels arbeiteten die in seinem Dienst stehenden Bauern vier Tage pro Woche.

### Letzte Lebensjahre
An den bis dahin gescheiterten Versuchen des Johannes Hass die verfehlte Währungspolitik der letzten Jahrzehnte auszugleichen, beteiligte sich Frenzel im Jahr 1516, trotz seiner Möglichkeiten, nicht. Frenzels Geschäftspartner Bernhard Berndt beispielsweise unterstützte zur gleichen Zeit einen Umprägeversuch mit 1000 Mark.
Im Jahr 1519 kaufte sich Frenzel und seine Kinder schossfrei (steuerfrei), womit er nicht mehr jährlich den Stand seines Vermögens angeben musste.
Gegen Ende seines Lebens, als in Görlitz die Reformation aufkam, ließ sich Frenzel offenbar dafür gewinnen und deutete dem der Reformation feindlich gegenüberstehenden Johannes Hass zu dessen Missgunst einmal eine Art Zukunftsprognose an, nach der „die tuchmacher und andere zechen“ vom Rat einmal „wiessen wollen“ würden, weshalb er auch „etzliche sachen mit dem Pfharhr also furgenommen“. 1527, im Jahr nach Frenzels Tod, gab es tatsächlich einen Aufstand der Tuchmacher vor dem Görlitzer Rat.
Nach einer moderneren Darstellung verblieb er „vermutlich beim alten Glauben“, verlieh aber dem zunächst aus Görlitz vertriebenen lutherischen Franz Rothbart im Jahr 1524 die Kollatur. Im selben Jahr führte er durch den mit ihm befreundeten evangelischen Pfarrer Benedikt Fischer auf seinem Gut Schönberg die Reformation ein. Verglichen mit den „Landstädtchen“ der Sechsstädte war es damit (soweit bekundet) die früheste und im Vergleich zu denen der Lausitz (neben Sorau und Sonnewalde) eine der frühesten, in denen die Reformation begann. Am Gründonnerstag 1525 empfing Frenzel, „der sonst so ein guter Katholik war ... das heilige Abendmahl unter beiderlei Gestalt“ und habe sich damit als einer der ersten zu Luthers Lehre bekannt.
Frenzel starb am 16. September 1526 in Görlitz und wurde auf dem Nikolaifriedhof bestattet. Ein Jahr zuvor waren katholische Gottesdienste abgeschafft worden, so auch in der Annenkapelle. Frenzels Witwe Anna lebte noch etwa fünf Jahre, bis sie im Jahr 1531, vor dem 19. September auch starb.

## Familie
Hans Frenzels Nachname geht auf den Vornamen seines Urgroßvaters Franz Morgensinn (Morgensohn) zurück. Dessen Sohn und Enkel, die beide Hans hießen, wurden Fränzels Hans gerufen. Morgensohns Urenkel Hans nannte sich aus diesem Grund in seiner eigenen Biographie Hans Frentzel. Frenzels Schwestern waren Katherina (verheiratet mit Bernhard Bernt), Anna (⚭ Hans Reintsch) und Barbara (⚭ Barthel Reynolds, Ratsherr). Katharinas und Bernhard Berndts Tochter Katharina heiratete Franz Schneider.
Frenzel heiratete 1493 Anna Tilicke und bekam mit ihr drei Kinder: Johannes Frenzel (* 13. September bzw. Kreuzerhebungstag 1512), der nach 18 Tagen verstarb, Joachim Frenzel und Johannes Frenzel (* 1517), der vermutlich auch im Kindesalter verstarb.
Martin Fabri hatte die Patenschaft für Frenzels ersten, früh verstorbenen Sohn Johannes übernommen. Benedikt Fischer, der Pfarrer Frenzels Gutes Schönberg, war Taufpate seines gleichnamigen dritten Sohnes.

## Autobiographie
Hans Frenzel verfasste eine Autobiografie. Sie ist datiert auf das Jahr 1519. Richard Jecht unterstrich Frenzels durch seine Schrift zum Vorschein gekommene „innerliche Gemütstiefe und die Treuherzigkeit“, seinen „fromme[n] Sinn“ und sein „zartes Gewissen“.
Frenzels Angaben decken sich breitflächig mit den Angaben in den Archiven der Stadt. Die Originalschrift seines Werks ist verschollen, aber zahlreiche Abschriften erhalten. In keiner der Handschriften wurde eine Überschrift gefunden. Eine Abschrift, angefertigt durch Valentin Ritter († 25. November 1586), einem Enkel von Hans Frenzels Onkel Peter Frenzel, befindet sich in der Universitätsbibliothek Warschau und wiederum eine Kopie davon im Görlitzer Ratsarchiv. Christian Speer verfasste dazu eine Edition und nannte sie Vita Mercatoris (dt. Leben des Kaufmanns). Die wohl am besten erhaltene Abschrift stammt nach Richard Jechts Beurteilung von Peter Frenzels Urenkel Valentin Ritter (1588–1633). Sie befindet sich in der Milichschen Bibliothek.

„Meynne Uhrelden sindt von der Sittaw gen Görlicz kommen, hatt geheißen Francze Morgensin. Darnach hat ehr ein Sohn gehabet, der ist mein Großvater geweset, hat geheißen Hans, den haben die nachbar Kindt andere Leutte geheißen Frenczels Hans. Dieser mein Großvater hat ein Sohn gehabt, den hat er auch Hans laßen heyßen. Das ist mein Vater gewest, den hat man auch geheyßen Frenczels Hans. Also hat mich auch niemandt anders geheyßen. Denn Hanns Frenczel ist auch ein gutter Nahme. Gott gebe zur Seligkeitt.“